# Giogo

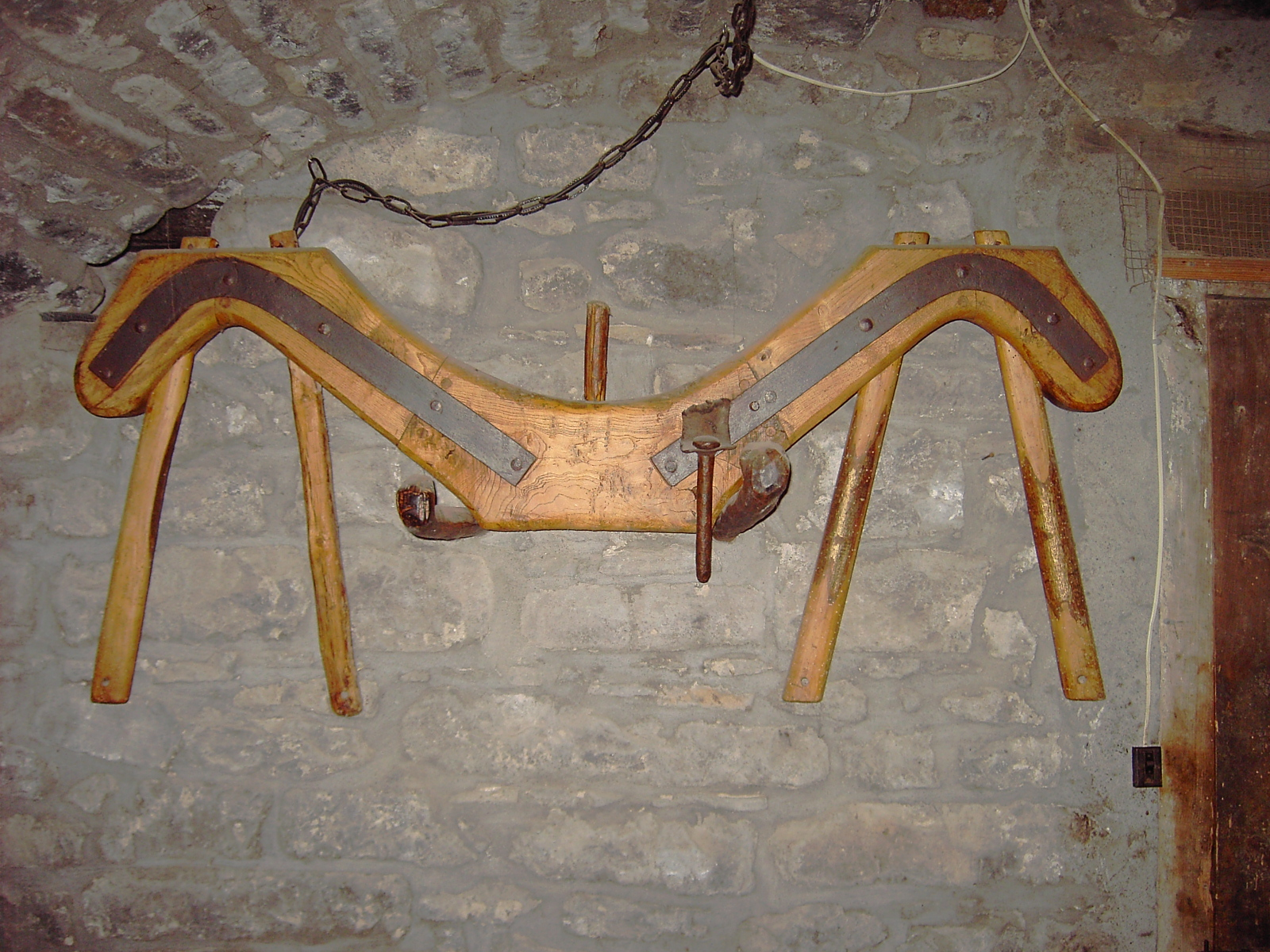
Giogo

Il giogo è un dispositivo concepito, fin dall'antichità, per la trazione animale. Quando viene applicato alla parte anteriore del corpo di uno o più animali da tiro permette l'attacco di una macchina e la manovra da parte di un operatore, tipicamente posizionato posteriormente o di lato.

## Descrizione

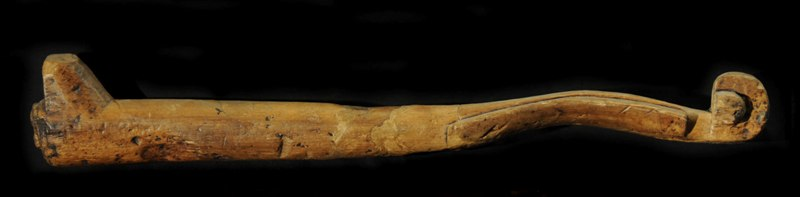
Giogo dell'età del bronzo trovato a Lavagnone (Desenzano del Garda)

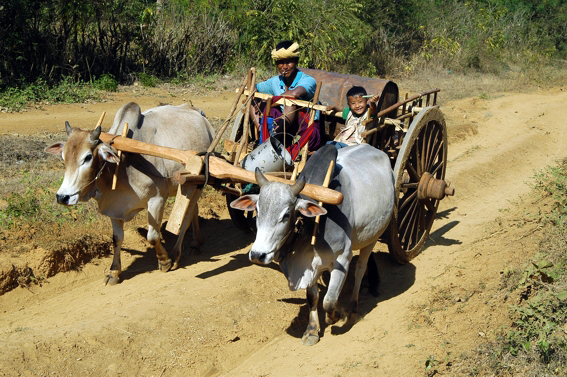
Buoi aggiogati che trainano un carro in Birmania.

In genere si tratta di un attrezzo in legno, con accessori in metallo e in cuoio, in forma di barra trasversale sagomata (giogo propriamente detto) o di collare (giogo a collare), entrambi applicati al collo degli animali, con differenti concezioni.

Il primo è usato, in genere, per l'applicazione ad una coppia di buoi, il secondo per l'applicazione al cavallo.
Esistono fondamentalmente due maniere di aggiogare i buoi, utilizzate in diverse aree geografiche: fissando il giogo immediatamente dietro le corna dell'animale e legandolo alla base di queste, oppure poggiandolo più indietro, sul retro del collo, e fissandolo al corpo con bretelle o con un collare. Entrambi i metodi erano già conosciuti e utilizzati in epoca Romana, tanto che Columella le descrive entrambe nel De agri cultura.
L'attrezzo permette di scaricare attraverso il tronco dell'animale, la forza di trazione esercitata dalle zampe e trainare un carro o un aratro.

## Significati traslati
Per estensione, il termine è tradizionalmente usato anche per fare riferimento all'unità operativa, generalmente una coppia di buoi.
In araldica il giogo è un simbolo di sottomissione, e il termine viene usato in vari altri contesti con tale significato.